# Càsseler

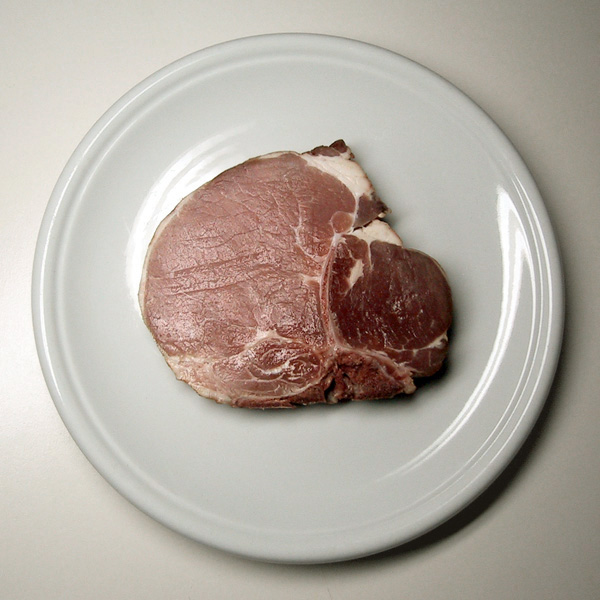
Costoleta de càsseler

Càsseler (en alemany: Kassler) és una preparació de carn de porc adobada amb ginebró i lleugerament fumada amb llenya de faig típica d'Alemanya, una tècnica freqüent de conservació a l'època anterior a l'invenció de la nevera.
Per fer-lo es fa servir les costelletes, el llom, el secret i altres talls de l'espatlla de porc. Es cura amb sal i nitrit de potassi per obtenir la color rosada. És un component essencial de molts «plats únics» d'hivern, combinats amb colinaps, col verda, xucrut i patates palla. Per la curació, el temps de cocció en els plats finals és relativament curt.

## Etimologia
L'origen de la paraula és desconeguda. Un origen en relació amb la ciutat de Kassel a l'estat d'Hessen no s'ha confirmat. Segons altres fonts, hauria sigut creada per un hipotètic carnisser de Berlín, un cert Cassel, al segle xix, però per a aquesta hitpòtesi tampoc no hi ha poc o gaire proves històriques com que no es té cap traça d'un carnisser d'aquest cognom al segle xix a Berlín. Una tercera hipòtesi seria una derivació de la paraula cassola (francès casserole) a la qual es preparava aquest apat, a una època quan uns vint per cent de la població de Berlín eren refugiats hugonots francesos.